# Sara Casanova
Sara Casanova (Lodi, 24 giugno 1977) è una politica italiana, sindaca di Lodi dal 27 giugno 2017 al 15 giugno 2022.

## Biografia
Nata e cresciuta a Lodi, si è laureata in architettura al Politecnico di Milano. È stata dapprima segretario cittadino (2011-2016) e poi vicesegretario provinciale (dal 2016) della Lega Nord. Ha svolto le funzioni di consigliere comunale di Lodi dal 2013 sino al commissariamento del comune nel 2016 a seguito delle dimissioni del sindaco Simone Uggetti.
Alle elezioni amministrative del 2017 si candida a sindaco di Lodi, sostenuta da una coalizione di centro-destra costituita da Lega Nord, Forza Italia, Fratelli d'Italia - Alleanza Lodigiana, Partito Pensionati e la lista civica "Sarà il Futuro di Lodi". Al primo turno ottenne il 27,3% dei voti a fronte del 30,6% di Carlo Gendarini, candidato del centro-sinistra, con il quale poté quindi accedere al ballottaggio, che riuscì a vincere con il 56,9% dei suffragi, grazie anche all'apparentamento con le quattro liste civiche che avevano sostenuto la candidatura dell'ex forzista Lorenzo Maggi, il quale fu poi nominato vicesindaco.
L'esponente della Lega Nord iniziò formalmente il proprio mandato il 27 giugno, diventando la prima donna sindaco di Lodi; la sua fu la seconda giunta di centro-destra ed a guida leghista a governare Lodi dall'introduzione dell'elezione diretta del sindaco, dopo quella di Alberto Segalini (1993-1995).
Alle amministrative del 2022 si ricandida a sindaco per un secondo mandato, sostenuta da Lega, Fratelli d'Italia, Forza Italia – Noi con l'Italia e le liste civiche Sara Casanova Sindaco, Il Broletto con Maggi, Giovani Protagonisti, Lodi è Futuro - Lista civica Doca Pietro - Al Centro per Lodi e Alleanza Agroverde per Lodi, ottenendo solamente il 37,2% dei voti e venendo pesantemente sconfitta dal candidato del centro-sinistra, Andrea Furegato, al primo turno con oltre il 59% dei consensi. Viene comunque eletta consigliera comunale in quanto candidata sindaco non eletta.

## Vicende giudiziarie

### Caso delle mense scolastiche
Nel 2017 il consiglio comunale di Lodi, su iniziativa della giunta guidata dalla Casanova, introdusse adempimenti aggiuntivi e condizioni più restrittive per l'accesso dei cittadini extracomunitari ad alcuni servizi sociali agevolate, tra cui la riduzione delle tariffe per le mense scolastiche e gli scuolabus; il provvedimento suscitò le proteste delle famiglie coinvolte, nonché dei partiti di centro-sinistra e di un comitato civico. Il 13 dicembre 2018 il Tribunale di Milano, a seguito di un'istanza presentata dalle associazioni ASGI e NAGA, riconobbe la natura discriminatoria dei provvedimenti e ne ordinò la modifica.
Ritenendo la condanna infondata, l'amministrazione comunale di Casanova decise di resistere in secondo grado: il 29 dicembre 2020 tuttavia la Corte d'appello di Milano respinse il ricorso accertando in via definitiva «la condotta discriminatoria del Comune di Lodi», giudicata lesiva del principio di uguaglianza sancito dalla Costituzione italiana e dalla Dichiarazione universale dei diritti umani. La vicenda ebbe ampia risonanza sui mezzi di comunicazione di tutto il mondo.

### Violazione delle misure di confinamento dovute alla pandemia di COVID-19
Ad aprile 2020 le é stata inflitta una sanzione amministrativa pecuniaria di 400 euro, poi ridotti a 280, per non aver rispettato le misure di confinamento e di distanziamento sociale finalizzate al contenimento della pandemia di COVID-19.